# Henryk Trammer
Henryk Trammer (ur. 5 stycznia 1909 w Krakowie, zm. 12 marca 1973 w Warszawie) – polski prawnik, uczeń Fryderyka Zolla, specjalista procesu cywilnego i prawa prywatnego międzynarodowego.

## Życiorys
Był synem prawnika Jerzego Trammera (członka Komisji Kodyfikacyjnej z 1919). W 1927 uzyskał świadectwo dojrzałości w Gimnazjum Klasycznym im. Jana III Sobieskiego. W 1931 ukończył studia na Wydziale Prawa Uniwersytetu Jagiellońskiego. W młodości taternik i członek Tatrzańskiego Ochotniczego Pogotowia Ratunkowego.
W czasie okupacji Polski przez III Rzeszę (1939–1945) pracował jako robotnik przy melioracjach. Brał udział w powstaniu warszawskim w dzielnicy Ochota, a po upadku powstania uczył dzieci w Starej Rawie koło Skierniewic.
Był pierwszym kierownikiem katedry prawa na Uniwersytecie im. M. Curie-Skłodowskiej w Lublinie, kierownikiem Katedry Prawa Ogólnego Szkoły Głównej Służby Zagranicznej, profesorem Szkoły Głównej Planowania i Statystyki oraz Uniwersytetu Warszawskiego.
Wieloletni przewodniczący Kolegium Arbitrów przy Polskiej Izbie Handlu Zagranicznego. Autor i referent projektu III części Kodeksu Postępowania Cywilnego z 1964. Przyczynił się do zachowania głównych idei przedwojennego prawa sądowego w tym kodeksie. W latach 1956–1961 wydawał pismo „Studia et Documenta” udostępniającego polskiemu czytelnikowi niełatwo wtedy dostępną zachodnią twórczość dotyczącą procedury cywilnej i międzynarodowego prawa prywatnego.
Autor wielu artykułów i książek prawniczych, między innymi „Zarysu problematyki międzynarodowego procesu cywilnego państw kapitalistycznych” z 1956.